# Atimura combreti
Atimura combreti es una especie de escarabajo del género Atimura, familia Cerambycidae. Fue descrita científicamente por Gardner en 1930.
Se distribuye por India, Laos y Nepal. Posee una longitud corporal de 5-9 milímetros. El período de vuelo de esta especie ocurre en los meses de febrero, marzo, abril, mayo y junio.
La dieta de Atimura combreti comprende una gran diversidad de plantas y arbustos de la familia Combretaceae y Fabaceae, entre ellas, las especies Combretum decandrum y Ormosia cambodiana.